# Westelijke schreeuwuil
De westelijke schreeuwuil (Megascops kennicottii) is een vogel uit de familie Strigidae (uilen). Deze vogel is genoemd naar de Amerikaanse natuuronderzoeker Robert Kennicott.

## Verspreiding en leefgebied
Deze soort komt voor van westelijk en zuidelijk Alaska tot zuidelijk Mexico en telt negen ondersoorten:
- M. k. kennicottii: van zuidoostelijk Alaska tot noordwestelijk Californië.
- M. k. macfarlanei: van zuidoostelijk Brits-Columbia (Canada) tot noordoostelijk Californië en Wyoming.
- M. k. bendirei: van het zuidelijke deel van Centraal-Oregon tot noordelijk Baja California (Mexico).
- M. k. aikeni: van westelijk Texas westelijk tot Colorado, Utah, Nevada en oostelijk Californië.
- M. k. cardonensis: noordoostelijk Baja California.
- M. k. xantusi: zuidelijk Baja California.
- M. k. yumanensis: zuidoostelijk Californië, zuidwestelijk Arizona en noordwestelijk Sonora (Mexico).
- M. k. vinaceus: van zuidelijk Sonora tot Sinaloa (n Mexico).
- M. k. suttoni: van zuidwestelijk Texas tot het Mexicaans plateau (centraal Mexico).